# Маретто
Маретто (італ. Maretto, п'єм. Marèj) — муніципалітет в Італії, у регіоні П'ємонт,  провінція Асті.
Маретто розташоване на відстані близько 500 км на північний захід від Рима, 30 км на південний схід від Турина, 15 км на захід від Асті.
Населення — 392 особи (2014).
Покровитель — Madonna del Carmine.

## Демографія
Населення за роками:

Станом на 1 січня 2023 року в муніципалітеті офіційно проживало 30 іноземців з 8 країн, серед них 18 громадян країн Євросоюзу та 1 громадянин України.

## Сусідні муніципалітети
- Кортандоне
- Кортаццоне
- Монале
- Роатто
- Віллафранка-д'Асті